# Ökenlöpare
Ökenlöpare (Cursorius cursor) är en vadare i som placeras i familjen vadarsvalor (Glareolidae). Fågeln förekommer i norra Afrika, sydvästra Asien och i delar av Kanarieöarna samt Kap Verdeöarna. Ökenlöparen gör skäl för sitt namn genom att ofta ses springa i flack och sandig ökenartad terräng. Den minskar i antal, dock inte tillräckligt kraftigt för att anses vara hotad globalt.

## Utseende och läte
Ökenlöparen är en 24–27 cm lång, piparlik fågel med långa ben och långa vingar samt med lätt nedåtböjd näbb. Fjäderdräkten är mest sandfärgad men vitare på undersidan. Ovansidan av handpennorna och undersidan av vingen är svart. Hjässan och nacken är grå och den har ett svart tygelstreck och ett vitt ögonbrynsstreck. I flykten påminner den om en vadarsvala med sina lugna vingslag, spetsiga vingar och mörka vingundersida. Fågeln hörs ofta locka i flykten med dämpade "kvett". Spelflykten sker på hög höjd, varvid den varvar locklätet med lägre "tjeah".
Närbesläktade somaliaökenlöparen, tidigare behandlad som en del av ökenlöparen (se nedan), är mycket lik. Den skiljer sig dock genom att vara mindre (20–22 centimeter) och blekare, med ljus (inte mörk) undersida av vingarna. 

## Utbredning
Ökenlöparen lever på Kanarieöarna, i norra Afrika och i sydvästra Asien. Delar av världspopulationen är flyttfåglar, där de som lever i de norra, och nordvästra delarna av utbredningsområdet övervintrar i Indien, på Arabiska halvön och i det södra randområdet av Sahara. Den är ovanlig norr om utbredningsområdet men har observerats så långt norr ut som  Finland, Irland och Storbritannien. I Sverige har den påträffats endast tre gånger, senast i Ottenby 1942.

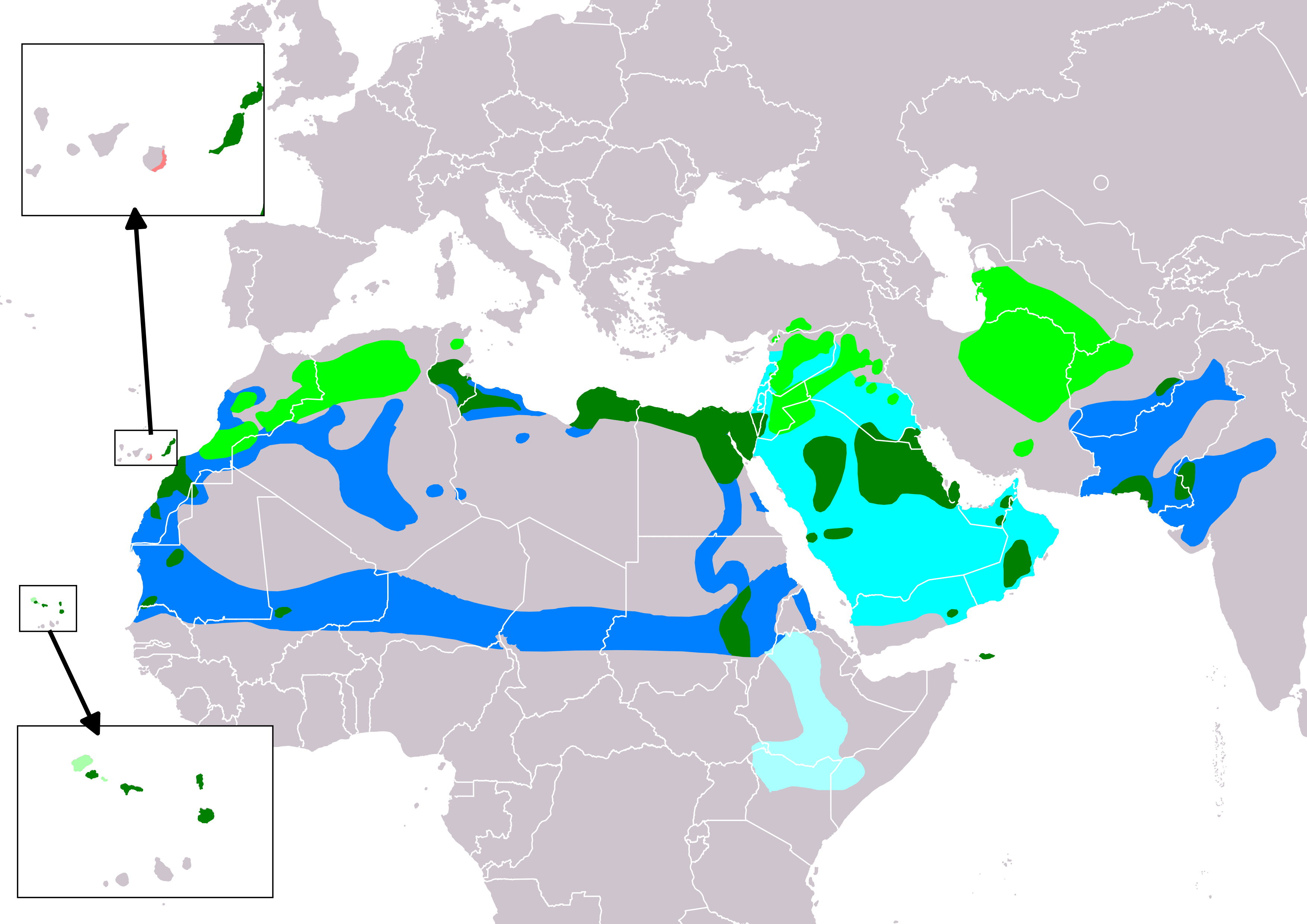
Ökenlöparens utbredningsområde, där ljusgrönt betecknar vistelse under häckningtid, blått övervintringsområde, mörkgrönt förekomst året runt och blågrönt under flyttningen.

Ökenlöparen delas upp i tre underarter med följande utbredning:
- Cursorius cursor bogolubovi – från sydöstra Turkiet till Iran, Afghanistan, södra Pakistan och nordvästra Indien
- Cursorius cursor cursor – på Kanarieöarna, Nordafrika, Arabiska halvön och Sokotra
- Cursorius cursor exsul – endemisk för Kap Verdeöarna

## Systematik
Ökenlöparen beskrevs första gången 1787 av John Latham. Den ingår i vadarfamiljen Glareolidae som även omfattar vadarsvalor. Familjen ansågs tidigare stå nära piparna. Genetiska studier visar att de visserligen trots allt är vadarfåglar, men att de tillsammans med den utseendemässigt mycket avvikande hägerpiparen utgör en systergrupp till måsfåglar, labbar och alkor.

### Artgränser
Tidigare ansågs somaliaökenlöparen (Cursorius somalensis, inklusive underarten C. s. littoralis) tillhöra ökenlöpare men efter studier urskiljs den oftast som egen art. Även kapökenlöpare (Cursorius rufus) har tidigare betraktats som samma art som ökenlöpare, och såväl somalensis som littoralis har också behandlats som underart även till denna.

## Ekologi
Trots att den är en vadare återfinns den i torra öppna biotoper, företrädesvis flack och kal, gärna sandig semiöken. Den lägger två ägg i en uppskrapad hålighet direkt på marken. Födan består av insekter som den jagar springande på marken.

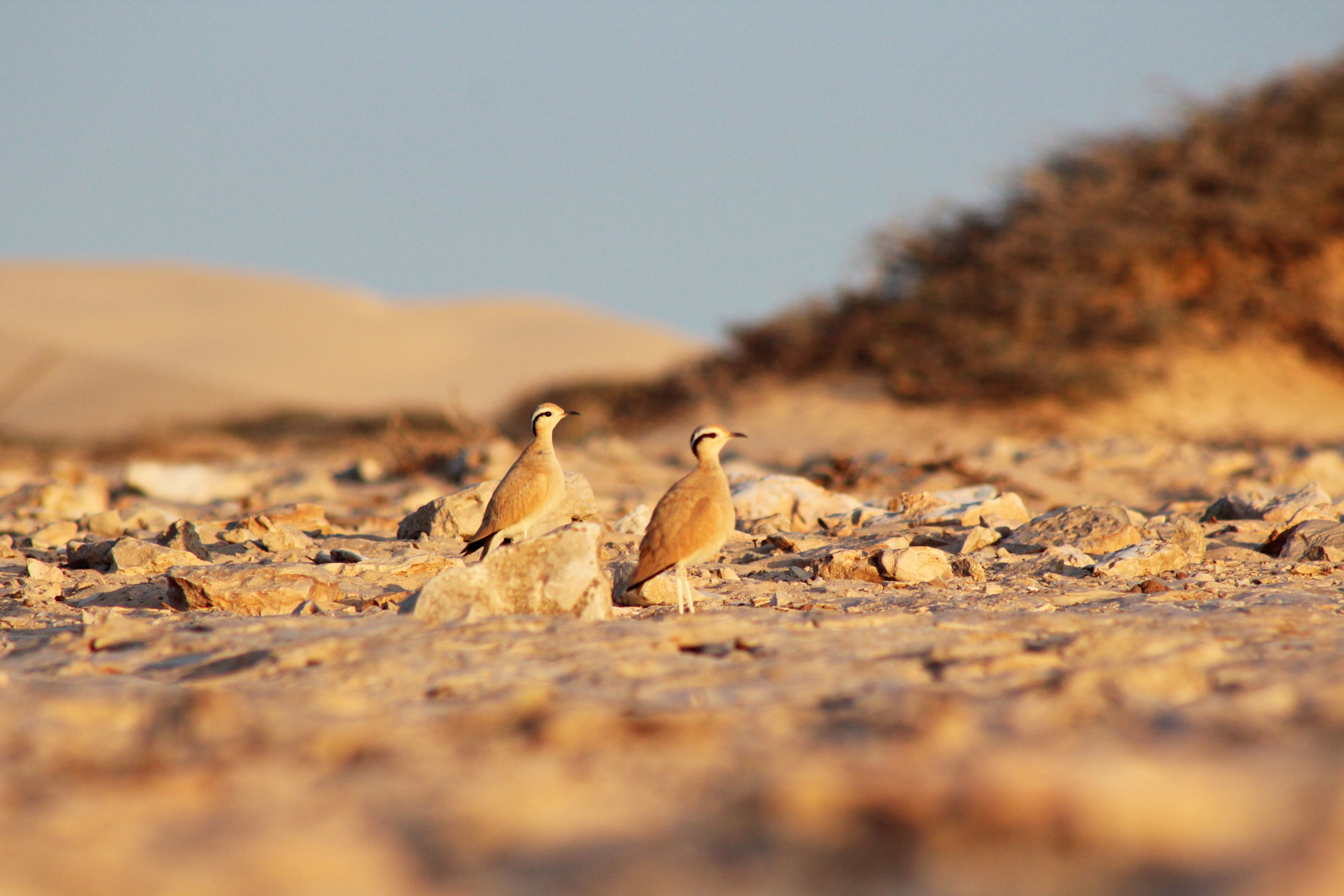
Ökenlöpare i typisk miljö.

## Status och hot
Arten har ett stort utbredningsområde och en stor population, men tros minska i antal, dock inte tillräckligt kraftigt för att den ska betraktas som hotad. Internationella naturvårdsunionen IUCN kategoriserar därför arten som livskraftig (LC).